# Casa Sagrera (Barcelona)
La Casa Sagrera, també coneguda com a antic palau gòtic, és un edifici situat al carrer de la Palma de Sant Just, 4 de Barcelona, catalogat com a bé cultural d'interès local.

## Història
El llinatge dels Sagrera és possiblement anterior al segle xvi, essent oriünd de la vila de Sallent. Al segle xvii, Jacint de Sagrera i Xifré, fill del mercader de Barcelona Jacint Sagrera i Galí, fou diputat de la Diputació del General de Catalunya pel braç militar i ambaixador davant la Cort de Madrid, assolint les dignitats de ciutadà honrat, noble i cavaller. El seu fill Jacint de Sagrera i Massana es va casar amb Isabel Melonda i Margall. El 1738, un dels fills del matrimoni, el capità de dragons Joan de Sagrera i Melonda, es va casar a Buenos Aires amb Lucía de Merlo, filla de l'hisendat Francisco de Merlo y Barboza, que el 1779, ja vídua, va demanar permís per a posar-hi balcons al primer pis.
El 1792, Francesc de Sagrera i de Merlo, la seva dona Josepa Roig, i el seu sogre Dídac de Paz, tutor del menor Gaietà de Sagrera i de Paz (fill del seu primer matrimoni amb Joana de Paz), van establir en emfiteusi la propietat al comerciant matriculat Josep Gasset, excepte els entresols o estudis, que van quedar units a la casa veïna del núm. 6, establerta a Ramon Spígol i Troch. El 1794, el corredor reial de canvis Pau Llord i Ribes (o Rives) hi tenia el seu magatzem, on venia cigrons de Jerez.

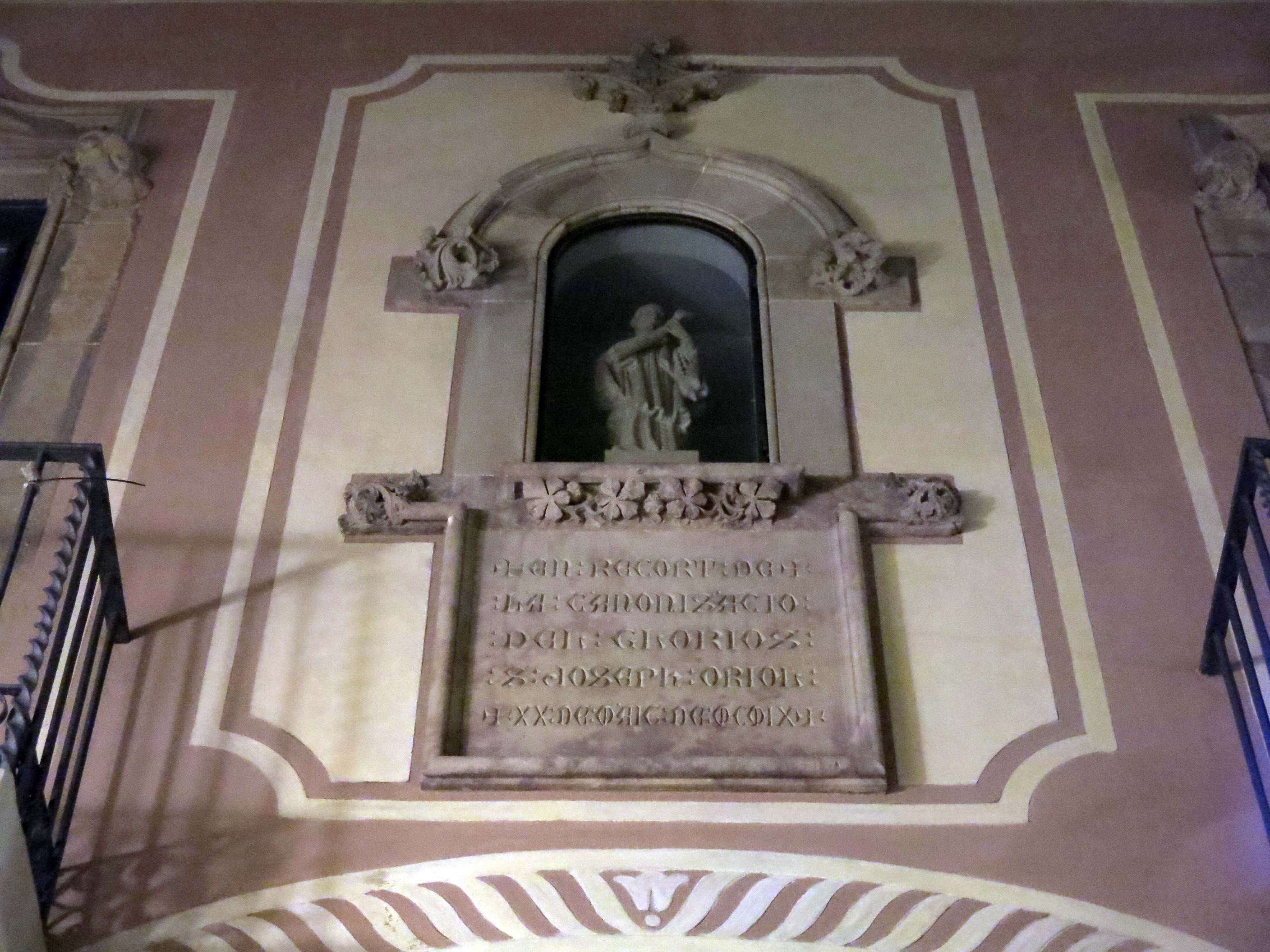
Capelleta de Sant Josep Oriol

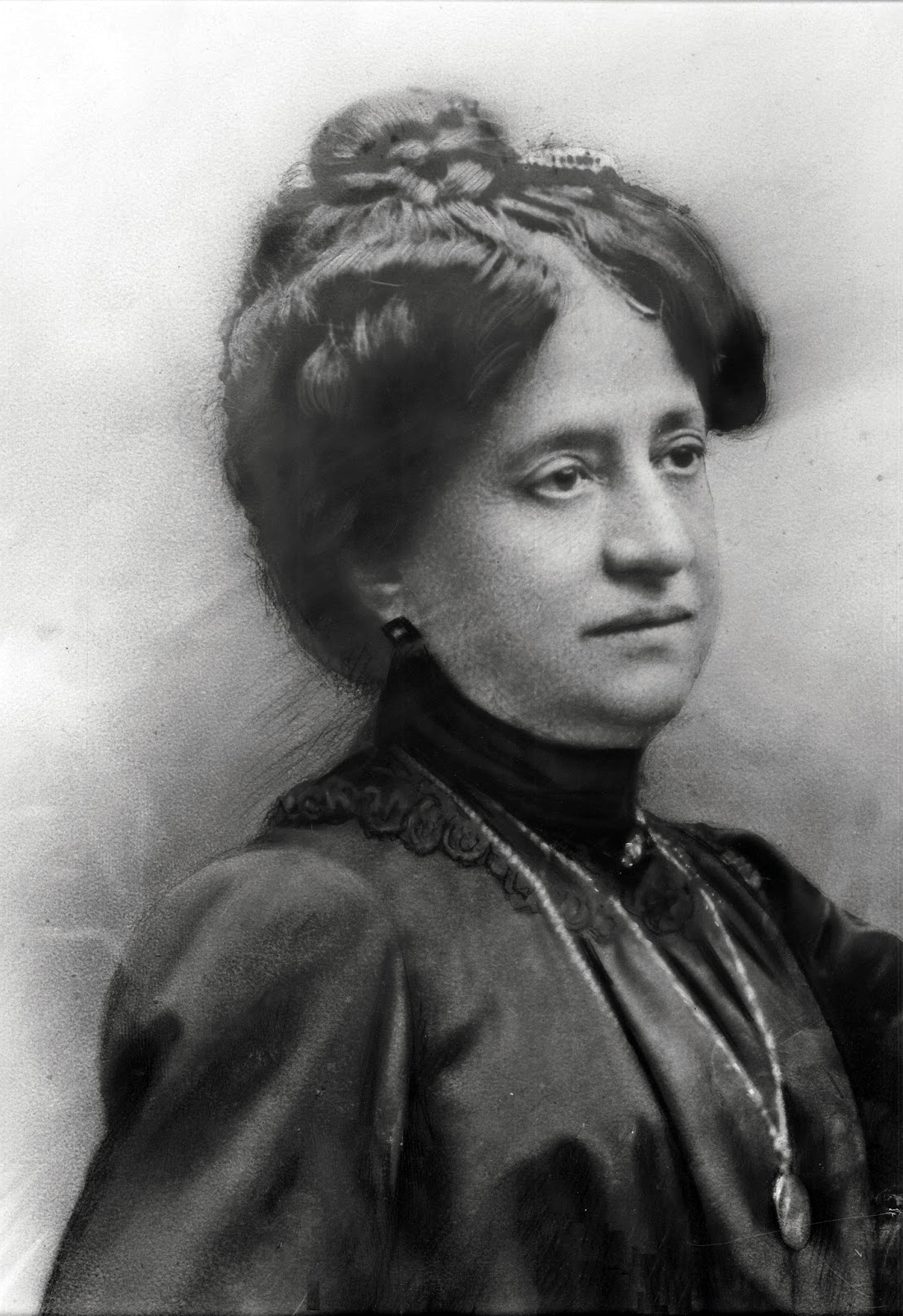
Magdalena Modolell

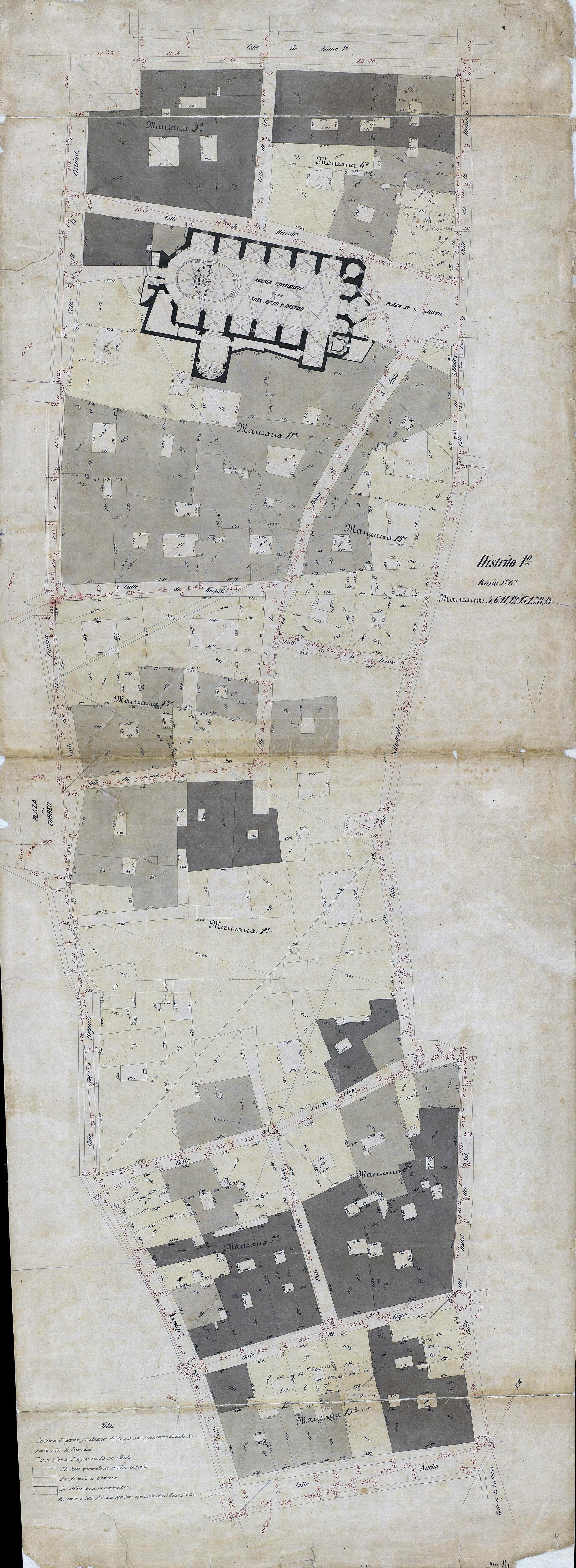
Quarteró núm. 11 de Garriga i Roca (c. 1860)

El 1827, els hereus de Josep Gasset van vendre la propietat als germans Josep i Francesc Modolell i Negrevernís, que van demanar permís per a canviar-hi tres canals de la tortugada i refer un balcó. L'edifici va ser heretat per Magdalena Modolell i Freixas (1848-1915), que el 1909 el va fer reformar, col·locant a la façana una capelleta amb la imatge de Sant Josep Oriol en ocasió de la seva canonització, ja que, segons la tradició, hi va viure. També va cedir al bisbat de Barcelona uns terrenys a l'Eixample per a construir-hi una església dedicada al sant.
Posteriorment, la finca va passar a mans de la Congregació de Nostra Senyora de l'Esperança, el Mont de Pietat de la qual es va fusionar el 1923 amb la Caixa de Pensions per a la Vellesa i d'Estalvis. El 2013 es va constituir la Fundació de l'Esperança, que hi té un centre d'acollida temporal per a dones joves en situació de vulnerabilitat social (Casa de Recés).

## Descripció
Es tracta d'un gran casal gòtic dels segles xv o xvi (tal com mostren les llindes de les obertures del primer pis) que va ser completament reformat al segle xviii, moment en què s'hi van afegir pisos, es va reformar el pati i es va remodelar la façana amb la introducció de balcons i esgrafiats. Consta de planta baixa, quatre pisos i terrat. Centra la façana un gran portal d'arc rebaixat adovellat; s'obren dues obertures per banda, les d'un costat són allindades i les de l'altre són d'arc rebaixat. El parament a la planta baixa imita carreus llisos.
Al primer pis s'obren quatre balcons individuals amb barana de ferro forjat i dues finestres. Les portes que donen als balcons són allindanades i estan decorades amb un guardapols que reposen sobre petites mènsules amb caps humans o elements vegetals. Les dues finestres estan una a sobre de l'altre; tenen l'ampit motllurat i, la inferior, els brancals decorats amb unes fines columnes adossades. Entre els dos balcons centrals s'obre una capelleta amb la imatge de Sant Josep Oriol i una inscripció que commemora la seva canonització. Aquesta està decorada amb alguns elements vegetals i, a la part superior, té una creu amb l'escut del sant. El parament del primer pis està decorat amb senzills esgrafiats amb motius geomètrics.
Als tres pisos superiors s'obren balcons i finestres seguint un ritme regular. Totes les obertures són allindanades i no tenen decoració. el parament està arrebossat i pintat. Corona la façana una cornisa.